# Rinconada de Silva
Rinconada de Silva es un pueblo perteneciente a la comuna de Putaendo en la provincia de San Felipe de Aconcagua, región de Valparaíso, Chile.

## Historia
En la época prehispánica esta zona fue parte de la cultura del Aconcagua. Diego de Almagro lo descubrió en 1536; se favoreció el poblamiento tanto con conquistadores españoles como con población nativa. Entre los siglos XVIII y el siglo XIX se produce el poblamiento progresivo del sector alrededor del camino aledaño al río Putaendo. 
En la época de la independencia fue la primera zona a la que llegó el Ejército Libertador en 1817, junto a Calle Larga y Putaendo. Hacia fines del siglo XIX comienza una segunda etapa de inmigración española, y palestina en menor medida, atraídos tanto por las minas de oro y plata cercanas como por la actividad agrícola, principalmente olivares y viñedos. En 1931 queda bajo la jurisdicción de la ciudad de Putaendo, que mantiene hasta la actualidad.
En 1935 se construye su principal atracción, el Cristo de Madera, desde donde se obtiene una vista panorámica del valle. Esta enorme cruz de madera fue tallada por Peter Horn y es hasta el día de hoy un punto central en las peregrinaciones religiosas de la zona. También existen otras atracciones como los Baños del Parrón, un vergel ubicado a los pies de la cordillera y también hermosos viñedos tales como El Pino.

## Geografía
Geográficamente, el poblado de Rinconada de Silva se ubica en el valle del río Putaendo y pertenece a la cuenca del Aconcagua. Se ubica en una transición tanto geomorfológica (paso de los sistemas transversales del Norte Chico al valle longitudinal de Chile central) como climática (tipo semidesértico a tipo templado mediterráneo). 

## Demografía
Rinconada de Silva poseía en 2002 una población aproximada total de 11.000 personas, de los cuales 3.000 viven en el pueblo. En cuanto a la religión, la comuna destaca por ser en su mayoría católica, alcanzando el 83,1% del total, debido principalmente a la notable asimilación que tuvieron las costumbres españolas en la zona. Este pueblo es lugar de tradiciones huasas.

## Transporte
Rinconada de Silva se ubica a 95 kilómetros de Santiago de Chile; las principales vías de comunicación son la Panamericana Norte y la autopista Los Libertadores. También tiene conexión con Valparaíso y Mendoza (Argentina) a través del camino internacional Ruta CH-60 Valparaíso-Mendoza.